# Адельсхофен (Средняя Франкония)
Адельсхофен (нем. Adelshofen) — община в Германии, в земле Бавария.
Подчиняется административному округу Средняя Франкония. Входит в состав района Ансбах. Подчиняется управлению Ротенбург об дер Таубер. Население составляет 942 человека (на 31 декабря 2010 года). Занимает площадь 27,18 км².
Коммуна подразделяется на 5 сельских округов.

## Население
По оценке на 31 декабря 2015 года население общины Адельсхофен составляет 979 чел. 

| Дата      | 1840 | 1871 | 1900 | 1925 | 1939 | 1950 | 1961 | 1970 | 1987 | 2011 |
| --------- | ---- | ---- | ---- | ---- | ---- | ---- | ---- | ---- | ---- | ---- |
| Население | 1343 | 1346 | 1321 | 1231 | 1171 | 1762 | 1225 | 1180 | 980  | 969  |

| Год       | 1960 | 1970 | 1980 | 1990 | 2000 | 2009 | 2010 | 2011 | 2012 | 2013 | 2014 | 2015 |
| --------- | ---- | ---- | ---- | ---- | ---- | ---- | ---- | ---- | ---- | ---- | ---- | ---- |
| Население | 1215 | 1190 | 1022 | 1011 | 969  | 924  | 942  | 970  | 975  | 973  | 984  | 979  |